# Владимир Филат
Владимир (Влад) Филат (роден на 6 май 1969 г.) е молдовски политик, министър-председател на Молдова от 25 септември 2009 г. до 25 април 2013 г.

## Образование и ранна кариера
Влад е второто дете на Мария и Василия Филат. Той е роден на 6 май 1969 г. в Лапушна, Молдовска ССР. Израства заедно с двете си сестри Ала и Валентина и брат си Ион в част на Лапушна, наречена „Талчок“. През 1986 г. Влад завършва гимназия в родния си град. От 1986 до 1987 г. той работи в училищно радио, докато не бива призован от армията за наборна военна служба. Той изпълнява задължителната си военна служба към Съветската армия от 8 май 1987 до 15 август 1989 г. в Симферопол и Севастопол.
От 1989 до 1990 г. Филат учи в Кооперативния техникум в Кишинев и от 1990 до 1994 г. учи право в Яшкия университет. Като студент става лидер на Лигата на студентите от Бесарабия в Румъния – организация, формирана от молдовски студенти в Румъния. Сред колегите му в Яш е и Александру Танасе. По време на студентството си в Яш среща жена си Санда през есента на 1991 г. и след три месеца се женят.
От 1989 до 1990 г., Влад учредява и прави все повече бизнес в Румъния. Той става генерален директор на „RoMold Trading SRL“ в Яш (1994 – 1997 г.) и президент на Административния съвет на компанията „Dosoftei“ в Яш (1997 – 1998 г.)

## Ранна политическа активност
Филат е член на Демократическата партия на Молдова от учредяването ѝ през 1997 до 2007 г. След завръщането си в Молдова през 1998 г. Филат е назначен за главен директор на департамента по приватизация и администрацията за държавна стобственост към министерството на икономиката и реформите към правителството на Молдова (1998 – 1999 г.).
През 1999 г. е директор на департамента по приватизация в правителството, а след това държавен министър на Република Молдова и влиза в състава на правителството на Алианса за демокрация и реформа под ръководството на Ион Стурза. Правителството подава оставка през ноември 1999 г.
През 2000 г. Филат бива избран за вицепрезидент на Демократическата партия на Молдова. Той става депутат в молдовския парламент след изборите от 2005 г. До март 2009 г. той е вицепрезидент на Парламентарната комисия за сигурност, обществен ред и отбрана на Молдова. Влад също е бил член на Комитета по парламентарно сътрудничество между Молдова и ЕС.
Филат е кандидат за кмет на Кишинев на местните избори от 2007 г. и събира 8,32% от гласувалите, което му отрежда четвърто място. Скоро след местните избори, през септември 2007 г., той напуска Демократическата партия след 10 години членство.
От декември 2007 г. е президент на Либералната демократическа партия на Молдова. На парламентарните избори от април 2009 г. неговата партия печели 15 места, а на тези от юли 2009 г. ЛДПМ става втората по сила партия в страната с 18 места и първа по брой сред Алианса за европейска интеграция.

## Алианс за европейска интеграция
След парламентарните избори от юли 2009 г. Влад Филат, Михай Гимпу, Мариан Лупу и Серафим Урекян подписват Алианс за европейска интеграция на пресконференция на 8 август 2009 г. В края на август 2009 г. Филат става кандидат на АЕИ за поста министър-председател на Молдова.

## Министър-председател
На 17 септември 2009 г. Конституционният съд на Молдова потвърждава легитимността на Михай Гимпу за позицията „изпълняващ длъжността президент на Молдова“, което му дава правото да номинира премиер. На същия ден Гимпу подписва указ, с който номинира Филат за министър-председател. По-рано същия ден парламентът одобрява нова правителствена структура, според която не се променя боя на 16-те министри, а техните отговорности.
АЕИ иска вот на доверие към новото правителство, оглавено от Филат на пленарно заседание на 25 септември 2009 г.
На 8 март 2013 г. правителството на Филат се разпуска след вот на недоверие. Президентът Николае Тимофти го съветва да състави ново правителство, но Конституционният съд постановява на 22 април 2013 г. назначаването на служебно правителство. На 25 април 2013 г. президентът назначава Юрий Лянка за служебен премиер.

## Семейство
Влад се развежда с психолога Санда през август 2012. Те имат две деца: Лука (роден през 1995 г.) и Юстина (родена през 1998 година).

## Галерия
- Филат на 7 април 2009 г., по време на протестите
- Филат и Херман ван Ромпой
- Траян Бъсеску и Филат
- Михаил Саакашвили и Филат
- Филат и Юлия Тимошенко
- Filat and Жозе Мануел Барозо
- Филат и Март Лаар
- Сали Бериша, Никола Груевски и Филат
- Вилфрид Мартенс и Филат
- Филат и Валдис Домбровскис